# Mexikos riksvapen

1823-1864 och 1867 till 1916 års utseende

Mexikos riksvapen består av en mexikansk örn i profil från vänster. Den övre delen av vingarna är något högre än huvudet och i en nästan stridsberedd position. Vingspetsarna når nästan ända ner till stjärtfjädrarna. Med klorna på sin vänsterfot håller den sig fast vid en kaktus som växer ur en sten i en sjö. Med den andra foten håller den en orm som den äter.

## Historik
Mexikos riksvapens utformning har med legenden om bosättningen i Tenochtilàn (nuvarande Mexico City) att göra. Traditionen berättar att krigsguden Huitzilopochtli befallt aztekerna att bygga en stad, när de funnit en ö i en insjö, där en örn sittande på en kaktus åt en orm. Efter tvåhundra års vandring fann de slutligen tecknet i Texcocosjön och grundade här sin nya huvudstad som senare kom att bli det som nu är Mexico City.
Det nuvarande vapnet utformades 1968 av Francisco Eppens Helguera och Pedro Moctezuma samt godkändes av president Gustavo Díaz Ordaz.
Redan aztekerna använde vapen eller standar kallade pantli som var gjorda av färgrika fjädrar.
Mellan 1521 och 1821, var San Andrés-korset Nya Spaniens vapen och visades alltid tillsammans med Spaniens statsvapen.
1810 använde Miguel Hidalgo, självständighetskrigets första ledare, ett standar med Virgen de Guadalupe. Detta betraktas som självständiga Mexikos första statsvapen. 1812 under självständighetskrigets andra ledare, José María Morelos y Pavón användes en symbol med en örn stående över tre bågar. 1821 under Agustín de Iturbide, Mexikos första kejsare, fick örnen en krona och europeisk stil med örnen riktad framåt. 1823 med design av José Mariano Torreblanca togs kronan bort efter republikens seger och fick officiell status samt började användas på mynt, stämplar och trycksaker. Men inte förrän 1917 blev detta lagstadgat varför många varianter förekommer. 1863 under Maximilian av Habsburg, Mexikos andra kejsare, kom kronan tillbaka. 1865 försvinner kronan igen. 1867 efter andra kejsardömets fall kom 1823 års version tillbaka. 1887 under president Porfirio Diaz fick örnen ett mer "franskt utseende". 1916 med Venustiano Carranza återgick man till ett mer aztekiskt utseende med örnen från sidan och snoken blev utbytt mot en skallerorm. Designen gjordes av Antonio Gómez och Jorge Enciso. Men på grund av revolution och oroligheter blev denna version inte officiell förrän 1932, under president Abelardo L. Rodríguez. 1968, under Gustavo Díaz Ordaz fick örnen sitt något mer aggressiva utseende. 1984 under president Miguel de la Madrid antogs lagen som styr utseendet och användandet av bland annat statsvapnet.